# Нарроус (Орегон)
Нарроус (англ. Narrows) — невключённая территория, расположенная в округе Харни штата Орегон, США. 

## История
Поселение было основано в 1889 году Льюисом Спрингером и Альбертом Хамфри. Почтовое отделение было здесь открыто в августе 1889 года и Спрингер стал первым почтмейстером, назвав его своим именем. В апреле 1892 года название было изменено на Нарроус, а почтмейстером стал Хамфри. Почта работала до 1936 года. В настоящее время Нарроус обслуживается почовым отделением Нью-Принстона.

## Климат
Этот климатический регион характеризуется тёплым (но не жарким) и сухим летом со среднесезонной температурой не выше 20,1 °C. Согласно системе классификации климата Кёппена, в Кенте семиаридный климат (BSk).

## Образование
Ван относится к школьному округу Харни 4 (школа Крейн, классы K-8) и в старшей школе округа Харни Юнион 1J (средняя школа Крейн Юнион).